# Adele
Adele Laurie Blue Adkins (n. 5 mai 1988, Greater London, Anglia, Regatul Unit), cunoscută sub numele de Adele, este o cântăreață, compozitoare și textieră britanică. Ea a fost primul beneficiar al premiului „Critics' Choice” din cadrul BRIT Awards și a fost numită „Talentul anului 2008” în urma sondajului efectuat de BBC, Sound of 2008. La Premiile Grammy din 2009, Adele a câștigat premiile pentru „Cel mai bun artist debutant” și „Cea mai bună voce pop”.
Adele a semnat cu XL Recordings, după ce a atras atenția casei de discuri cu trei cântece demo postate de către ea pe site-ul MySpace. De când și-a lansat albumul de debut, „19”, Adele a reușit să primească recunoaștere, atât din punct de vedere comercial, cât și critic. Primul album a fost un real succes, debutând pe primul loc și fiind răsplătit cu patru discuri de platină în Marea Britanie. 
Cariera ei în Statele Unite ale Americii a fost stimulată de o audiență record la episodul emisiunii Saturday Night Live, în cadrul căreia a apărut, la sfârșitul anului 2008. Adele a lansat cel de-al doilea album, numit „21”, pe 24 ianuarie 2011 în Marea Britanie și pe 22 februarie în Statele Unite ale Americii. Albumul a fost un succes din toate punctele de vedere, vânzându-se în 208.000 de copii în prima săptămână în Marea Britanie și debutând pe primul loc în topurile britanice, poziție în care s-a menținut pentru 16 săptămâni. În Marea Britanie, albumul „21”, a primit opt discuri de platină, după ce s-a vândut în peste 2.4 milioane de copii. De asemenea, acest album a debutat pe primul loc și în Billboard 200 în Statele Unite, având vânzări de aproximativ 352.000 de copii în prima săptămână. „21” a fost lider în topurile din 17 țări europene și Statele Unite.
După ce a cântat la BRIT Awards 2011, piesa Someone Like You a devenit numărul unu în Marea Britanie. Someone Like You a rămas lider pentru patru săptămâni consecutive. Official Charts Company, a declarat că Adele este prima artistă în viață care reușește să fie pe primul loc atât în Official Singles Chart cât și în Official Album Chart simultan, de la The Beatles în 1964. Albumul „21” a fost timp de 11 săptămâni lider în Marea Britanie, cea mai lungă perioadă din istorie a unei soliste în UK Album Chart, depășind cele nouă săptămâni ale Madonnei din 1990, cu compilația de hituri The Immaculate Collection. În Statele Unite, albumul a fost pe primul loc timp de nouă săptămâni în Billboard 200. Totodată, acest album a dărâmat recordurile în ceea ce privește cel mai descărcat material digital de pe Internet. În mai 2011, artista avea o avere estimată la șase milioane de lire sterline, „luptându-se” pentru locul nouă, alături de Lily Allen și Duffy, în topul celor mai bogate cântărețe britanice cu vârstă mai mică de 30 de ani.

## Biografie

### Copilăria și primele activități muzicale (1988 — 2006)
Adele Laurie Blue Adkins s-a născut în suburbia londoneză Tottenham la data de 5 mai 1988 și este singurul copil al cuplului format din maseuza Penny Adkins și instalatorul Mark Evans. Părinții lui Adele s-au despărțit înainte ca ea să se nască, iar viitoarea interpretă avea să fie crescută doar de către mama sa. Adele a început să cânte de la vârsta de patru ani, devenind obsedată de voci: „Obișnuiam să ascult felul în care tonalitățile se schimbă de la furie la emoție, de la fericire la tristețe”. În copilărie Adkins a fost puternic influențată de muzica formației britanice Spice Girls, imitându-le pe cântărețele din grup la diverse petreceri. De asemenea, Adele o citează pe interpreta Gabrielle ca fiind unul dintre idolii săi, iar prima dată când a cântat în fața unui public a interpretat piesa „Rise”. Începând cu vârsta de unsprezece ani, când s-a mutat alături de mama sa în cartierul West Norwood, Adkins a ascultat muzica R&B înregistrată de Aaliyah, Destiny's Child sau Mary J. Blige. Adele a mărturisit că și-a dorit să devină cântăreață încă de la treisprezece ani, după ce a fost la unul dintre concertele lui Pink și a fost impresionată de recitalul acesteia.
La vârsta de șaisprezece ani Adele a absolvit școala „BRIT” din Selhurst, Croydon (Londra), unde le-a avut ca și colege de clasă pe Leona Lewis și Jessie J. Deși a fost pe punctul de a fi exmatriculată din cauza frecventelor întârzieri la cursuri, interpreta a declarat că școala a fost cea care i-a „șlefuit” talentul. În toamna anului 2006 Adkins a înregistrat două piese — „Daydreamer” și „My Same” — care au fost incluse în revista online PlatformsMagazine.com. Ulterior Adele a imprimat un disc ce conținea trei cântece și i l-a înmânat unui prieten care l-a publicat pe rețeaua de socializare MySpace. Materialul le-a stârnit interesul reprezentanților casei de discuri XL Records, care i-au oferit acesteia un contract de management. Crezând că este vorba despre o glumă, Adele a mers la sediul companiei însoțită de un prieten — cele două părți au semnat un contract în septembrie 2006.

### Debutul discografic: «19» (2007 — 2010)

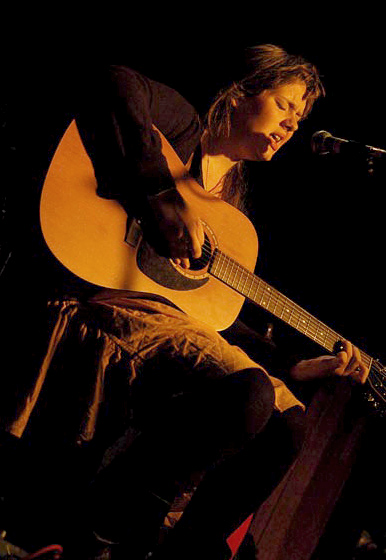
Adele cântând în Londra, 2007

La 19 martie 2008, XL Recordings și Columbia Records semnează o înțelegere prin care Adele urmează să aibă o serie de concerte în America de Nord. La 20 iunie, albumul „19” este lansat și în Statele Unite, iar opt luni mai târziu albumul este considerat a fi unul de succes, fiind vândut în peste 2,2 milioane de copii la nivel mondial. La sfârșitul anului 2008, Adele se mută din casa mamei sale, în Notting Hill, o mișcare ce o face să renunțe la băutură.
În octombrie 2008, încercările ei de a pătrunde puternic pe piața din America, eșuează. Totuși, este anunțată ca fiind invitatul muzical din episodul de pe 18 octombrie al emisiunii americane Saturday Night Live (SNL). Acel episod a fost foarte așteptat, deoarece era anunțată prezența lui Sarah Palin în emisiune. SNL a înregistrat cel mai bun rating din ultimii 14 ani, cu o audiență de 17 milioane de telespectatori. Adele a cântat „Chasing Pavements” și „Cold Shoulder”, iar ziua următoare, albumul „19” a intrat în topurile iTunes și a ocupat locul cinci pe site-ul Amazon.com. În numai o săptămână, albumul urcă pe locul 11 în Billboard 200, cu 35 de poziții mai sus decât săptămâna precedentă. După alte câteva săptămâni, ea se întoarce în Statele Unite pentru un turneu în 11 orașe.
Adele a fost nominalizată în 2008 la un premiu Mercury pentru albumul „19”. De asemenea, ea a câștigat Urban Music Award, premiul pentru „Cel mai bun jazz”. 
La cea de-a 51-a ediție a Grammy Awards, în 2009, Adele a câștigat premiile pentru „Cel mai bun artist debutant” și „Cea mai bună voce pop”, fiind nominalizată și la categoriile „Discul anului” și „Cântecul anului”. Totodată, la Brit Awards, a fost nominalizată la trei categorii. Prim-ministrul britanic, Gordon Brown, i-a trimis o scrisoare de mulțumire lui Adele, în care i-a spus că „în ciuda problemelor financiare ale tării, tu ești luminița de la capătul tunelului”. 
În 2010, Adele este nominalizată la la Grammy pentru „Cea mai bună solistă pop” la melodia „Hometown Glory”. În aprilie, cântecul ei „My Same” intră în German Singles Chart, după ce Lena Meyer-Landrut interpretează melodia la un concurs de talente, premergător Eurovision Song Contest 2010.

### Era «21» și succesul internațional (2011 — prezent)
Adele lansează al doilea album al său, numit „21”, la 24 ianuarie 2011, în Marea Britanie și la 22 februarie în Statele Unite. În timpul călătoriilor dintre concertele din America, Adele este încântată de muzica pe care șoferul mașinii o asculta, moment în care decide că albumul „21” va avea alt stil, unul cu influențe country. Primul single de pe noul material discografic, este „Rolling In The Deep „, care devine un mare succes și este bine văzut de critici. „21” devine lider în Irlanda, Germania, Belgia, Olanda, Noua Zeelandă, Elveția, Austria, iar în martie 2011 devine numărul unu și în Statele Unite. 13 mai, este ziua în care „Rolling In The Deep” urcă în vârful Billboard 100, după ce se vinde în 1,7 milioane de copii în Statele Unite și este lider în Billboard 200, pentru nouă săptămâni (nu consecutive).
În Marea Britanie, albumul este vândut în 208.000 de copii în prima săptămână, fiind cel mai bine vândut material din ultimii cinci ani. La mijlocul lunii februarie, după ce cântă la Brit Awards, melodia „Someone Like You”, urcă direct pe primul loc în UK Singles Chart, în timp ce „21” rămâne lider. Conform Official Charts Company, Adele este prima artistă în viață care reușește să fie pe primul loc atât în Official Singles Chart cât și în Official Album Chart simultan, de la The Beatles în 1964. 
Albumul rămâne lider timp de nouă săptămâni, după care este întrecut de Wasting Light al trupei Foo Fighters. Adele și albumul „21” se întroc pe locul întâi reușind un total de 14 săptămâni în fruntea ierarhiei britanice. Pentru a-și promova albumul, artista va susține o serie de concerte în Europa și America de Nord în turneul numit „Adele Live”. Turneul se dovedește a fi un real succes, concertele din America de Nord fiind susținute cu audiență maximă, vânzând toate biletele.

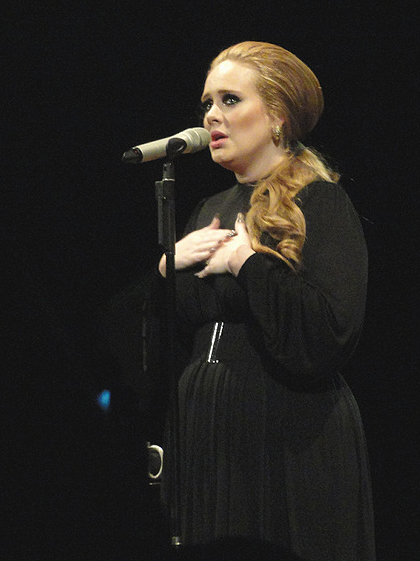
Adele cântând Someone Like You în 2011

În septembrie 2011, albumul se vinde în alte trei milioane de copii, iar Adele devine prima artistă din istoria Marii Britanii care vinde trei milioane de copii ale unui album într-un singur an calendaristic.  În noiembrie, cântăreața mai reușește să doboare un record cu „21”, fiind prima care vinde mai mult de un milion de copii ale unui album pe varianta europeană a site-ului iTunes. O lună mai târziu, încă 3.4 milioane de copii se vând în Marea Britanie, „21” devenind cel mai bine vândut album al secolului în Marea Britanie, depășind „Back to Black” al lui Amy Winehouse. La data de 30 noiembrie, Adele primește șase nominalizări la cea de-a 54-a gală a Grammy Awards.
Concertul ei din noiembrie 2011, denumit „Live at the Royal Albert Hall”, a fost imprimat pe DVD și a devenit cel mai bine vândut DVD muzical din 2011 în Statele Unite ale Americii, vânzându-se în 96 de mii de copii în prima săptămână. Adele, este prima artistă din istoria Nielsen SoundScan, care are într-un an albumul anului (21), hit-ul anului (Rolling in the Deep) și videoclipul anului.

## Viață personală

### Familia
Penny Adkins este mama lui Adele, fiica lui Doreen Adkins și fosta prietenă a lui Mark Evans. Adele a preluat melodia “Lovesong” a celor de la The Cure și i-a dedicat-o mamei sale. În 1987, cu un an înainte să plece din casa părintească, Penny l-a întâlnit pe Mark Evans, de care s-a îndrăgostit imediat. La vârsta de 18 ani, o naște pe fiica acestuia, Adele Adkins. La scurt timp după acest eveniment din viața lor, Mark o cere în căsătorie, dar Penny refuză, spunând că sunt prea tineri pentru a face acest pas. Cu toate acestea, Mark a continuat să aibă grijă de familia sa. Totuși, după trei ani de la nașterea lui Adele, Mark îi părăsește. Cu toate acestea, Adele menține o relație de prietenie cu bunicul său, John, până când acesta moare, în 1998. Trăind departe de tatăl ei, Adele are o relație foarte bună cu mama sa, ea fiind și cea care i-a descoperit talentul muzical.
Tatăl lui Adele, Mark Evans, s-a întâlnit prima dată cu Penny Adkins într-un bar din Londra și s-au îndrăgostit la prima vedere. La scurt timp s-au mutat împreună, iar după câteva luni venea pe lume primul lui copil, Adele. Ascultând muzica Ellei Fitzgerald, a lui Louis Armstrong, Bob Dylan sau a Ninei Simone, Mark a dorit ca pe Adele să o cheme și Blue, după genul muzical care-i plăcea atât de mult, blues. Când fiica lui avea trei ani, s-a despărțit iremediabil de familie, acum Adele afirmând că tatăl ei nu are vreun drept să vorbească despre ea, din moment ce nu și-l amintește. Moartea tatălui său, care suferea de cancer de colon, l-a distrus pe Mark, devenind dependent de alcool. El a declarat că dependența lui de alcool era atât de mare, încât “îl făcea pe Oliver Reed să pară un abstinent”. În perioada în care Adele și-a lansat albumul de debut, Mark a reușit să scape de această problemă din viața lui, dorind să îmbunătățească relația cu fiica lui.

### Sănătate
La sfârșitul lunii octombrie 2011, Adele este nevoită să-și anuleze toate concertele pe care urma să le susțină, deoarece niște probleme mai vechi la gât recidivează, necesitând operație.  Artista a postat pe site-ul său oficial, două săptămâni mai târziu, un mesaj pentru fani, unde menționează că operația a decurs bine: „Scuze că n-am mai scris de-o perioadă.  Vă mulțumesc pentru gândurile pozitive. Mă simt foarte bine,  foarte fericită, relaxată și foarte pozitivă. Operația a fost un succes, iar acum sunt în repaus, la sfatul medicilor. Le mulțumesc tuturor celor care au votat pentru mine la premiile pe care le-am câștigat. (nr. American Music Awards 2011). Apreciez enorm. Mă duc să-mi exersez mima. Îmi lipsiți și să aveți grijă de voi. A voastră Adele”

### Louie
Animalul de companie al lui Adele, este un câine din rasa daschund, pe nume Louis Armstrong. El a venit pe lume în seara în care Adele a fost la un concert al lui Britney Spears, la O2 din Londra.
Din acest motiv, Adele a vrut să-I pună numele Britney, dar fiind mascul, s-a răzgândit și s-a reorientat către numele fotbalistului ei preferat, Aaron Lennon. Totuși, auzindu-l cum urlă în timp ce asculta o melodie de-a lui Louis Armstrong, cântăreața s-a decis să-l numească “Louie”.

## Premii
În urma succesului pe care l-a avut cu albumele sale, “19” și “21”, Adele a primit multe premii importante în industria muzicală. Dintr-un total de 102 nominalizări, artista britanică a triumfat la 46 de categorii, printre cele mai importante distincții primite, numărându-se opt premii la Grammy Awards, trei la American Music Awards, 11 la Billboard Awards, unul la Brit Awards și cinci în cadrul galelor MTV Awards.
Anul 2012 a început cum nu se putea mai bine pentru Adele, care, în cadrul celei de-a 54-a gală Grammy, a câștigat la toate cele șase categorii la care fusese nominalizată. Astfel, artista a plecat acasă cu premiile pentru înregistrarea/single-ul anului (Rolling in the deep), albumul anului (21), cântecul anului (Rolling in the deep), cea mai bună interpretare pop solo (Someone like you), cel mai bun album pop (21) și cel mai bun videoclip (Rolling in the deep).

## Măiestrie
Succesul lui Adele a fost comparat cu cel al altor cântărețe britanice. Presa de acolo, a comparat-o cu Amy Winehouse. În același timp, artista a fost asociată cu en British Music Invasion (Invazia britanică) în Statele Unite (care se referă la artiștii britanici care au avut un mare succes în SUA). Adele a comentat acest lucru ca fiind ceva la care nu se aștepta, dar de care este mândră. La începutul lui 2009, ascultătorii și criticii au descris-o pe Adele ca fiind unică. AllMusic a scris că „Adele este pur și simplu prea magică pentru a fi comparată cu altcineva”.

## Discografie
- 19 (2008)
- 21 (2011)
- 25 (2015)
- 30 (2021)

## Turnee

### An Evening with Adele (2008–2009)
“An Evening with Adele” este primul turneu al cântăreței britanice, prin care și-a promovat albumul de debut, “19”. Turneul a fost neobișnuit din cauza faptului că a inclus foarte puține concerte în Marea Britanie, adică în locul în care albumul avusese cel mai mare succes. În schimb, turneul s-a axat pe America de Nord, acolo unde a început și unde s-a și terminat.
Adele a câștigat notorietate în 2008, când și-a anulat câteva concerte pentru a petrece mai mult timp alături de prietenul ei, lucru ce avea să îl regrete mai târziu.
Ultimul loc unde a susținut un concert în cadrul acestui turneu, a fost la Hollywood Bowl. Acolo trebuia să vină și Etta James, una dintre cântărețele preferate ale lui Adele, dar aceasta și-a anulat prezența în ultimul moment, din cauza stării de sănătate, fiind înlocuită de Chaka Khan.
În urma acestui turneu, a fost lansată o carte ce cuprinde fotografii și informații din spatele scenei, aceasta fiind disponibilă pe site-ul oficial al artistei.
“An Evening With Adele” a început la 23 mai 2008 și a luat sfârșit la 29 iunie 2009, în această perioadă Adele susținând 51 de concerte, dintre care nouă în Europa, 40 în America de Nord și două în Asia.

### Adele Live (2011)
„Adele Live” este al doilea turneu din cariera cântăreței britanice. Având ca scop promovarea albumului “21”, concertele au fost susținute de data aceasta doar în Europa și America de Nord. Spre deosebire de “An Evening With Adele”, actualul turneu, care a început la data de 21 martie 2011, a fost anulat la data de 15 noiembrie, deoarece cântăreața a fost diagnosticată cu laringită și a fost nevoită să ia o pauză vocală, în urma operației suferite.

## Caritate
Adele este o persoană care de-a lungul timpului a susținut multe concerte caritabile pentru copiii cu dizabilități și nu numai.